# 楊業宏
楊業宏（英語：Yeung Yip Wang，1898年1月7日—1972年7月3日）是20世紀30年代至70年代的香港粵劇、電影、電視及播音從業員，擅長扮演教師及武林前輩等正派角色。楊業宏在太平洋戰爭前開辦莊，批發菲律賓出產的芒果，後來獲電影公司羅致，曾成為一線小生，戰後才為配角，麗的呼聲及麗的映聲演員。1972年7月2日（星期日）晚上搭乘凌晨開行的「華山號」輪船至澳門途中，跳海自殺，在其艙位床上，遺下睡衣、證件及一本單行簿遺書：「七十多年矣，時間太長，我已感到毫無興趣，因此決定提早收工，實行海葬，但無需一切出殯儀式，亦無需舉行葬禮。」，下款：「自殺」。
其後，創作人的甘國亮他在1972年7月2日回澳門探親時與楊業宏同船，但沒有見到他投海的剎那，享壽74歲。

## 楊業宏參演的電影（共417部）
| - 薄倖（1934年） - 絮果蘭因（1936年） - 花月良宵（1948年） - 樊龍彩鳳（1948年），飾演：章德祥 - 銅鎚俠大戰九花娘（1948年），飾演：彭公 - 醋海鴛鴦（1948年），飾演：監製 - 青衫紅淚（1948年） - 哪宅鬧東海（1948年） - 千里姻緣（1948年） - 終須有日龍穿鳳（1948年） - 四鳳齊飛（1948年），飾演：湯朗山 - 梁山伯、祝英台（上集）（1948年） - 打破玉籠飛彩鳳（1948年） - 金絲蝴蝶（1949年） - 金葉菊（1949年） - 一劍定江山（1949年） - 哪宅梅山收七怪（1949年），飾演：太乙真人 - 俠義鋤奸（1949年），飾演：馬俊 - 夜吊白芙蓉（1949年） - 陳世美不認妻（1949年） - 七劍十三俠（三集）（1949年） - 梁天來（1949年） - 牛郎織女（1949年） - 孽海癡魂（下集大結局）（1949年），飾演：白翁 - 小老虎大戰殺人王（1949年），飾演：金伯來 - 桃花大俠（1949年） - 方世玉胡惠三探武當山（1949年） - 三盜九龍盃（1949年） - 方世玉萬里報師仇（1949年） - 萬里長城（1949年） - 肉陣葬龍沮（1949年） - 迫虎跳牆（1949年），飾演：校長 - 武則天（1949年） - 怪俠飛天龍（1949年） - 穆桂英（1949年） - 西施（1949年） - 七劍十三俠（上集）（1949年），飾演：玄貞子 - 孽海癡魂（上集）（1949年），飾演：白翁 - 骨肉情深（1949年），飾演：教養院長 - 六月飛霜（1949年） - 呂布戲貂蟬（1949年） - 原來我負卿（1949年），飾演：舅父 - 荒江女俠血濺飛雲塔（1950年） - 大獨裁者（1950年） - 梁冷艷（上集）（1950年），飾演：馮老爺 - 江湖奇俠（1950年） - 崑崙女俠血戰燕子盜（1950年） - 血海蜂（1950年） - 龍虎渡姜公（1950年） - 白楊紅淚（1950年） - 封神榜之一：大破黃河陣（1950年），飾演：楊戩 - 英雄難過美人關（1950年） - 濟公三氣華雲龍（1950年） - 大破銅網陣（1950年） - 劈山救母（1950年） - 梁冷艷（下集）（1950年），飾演：馮老爺 - 飄零二孤女（1950年） - 荒江女俠（二集）（1950年） - 火燒平陽城（下集）（1950年），飾演：崑崙祖師 - 金玉奴棒打薄情郎（1950年） - 桃花俠夜探青龍潭（1950年） - 鳳驕投水（1950年） - 緣盡今生（1950年），飾演：經理 - 泣殘紅（1951年） - 峨嵋飛俠誤闖風火島（1951年） - 靚仔玉三打下山虎（1951年） - 羊城恨史（1951年） - 寶劍明珠（1951年）... 國王 - 白俠白旋風（1951年） - 第二夫人（1951年） - 生包公夜審奸郭槐（1952年） - 真假歐陽德（1952年） - 峨嵋女俠（1952年） - 楊乃武與小白菜（大結局）（1952年），飾演：童瑩 - 楊乃武與小白菜（1952年），飾演：童瑩 - 摩登新娘（1952年）... 球父 - 代代平安（1953年） - 苦海明燈（1953年） - 我為情（1953年） - 歷刼英雄（1953年） - 人結人緣（1954年） - 甘鳳池與呂四娘（1955年） - 下一代（1955年） - 有事鍾無艷（1955年） - 守得雲開見月明（1955年） - 父母心（1955年） - 趙五娘千里尋夫（1955年），飾演：張廣才 - 鴛鴦譜（1955年） - 春殘夢斷（1955年），飾演：董事長 - 蜜月（1955年） - 黃飛鴻三戲女鏢師（1956年），飾演：金大鵬 - 元配夫人（1956年） - 風雨斷腸人（1956年） - 家和萬事興（1956年） - 白鶴英雄傳（1956年） - 霧美人（1956年） - 世家子弟（1956年） - 假鳳凰（1956年） - 出谷黃鶯（1956年） - 狀元狀扁女狀元（1956年），飾演：皇帝 - 黃飛鴻橫掃小北江（1956年），飾演：胡少伯 - 方世玉救洪熙官（1956年） - 呂洞賓三戲白牡丹（1956年） - 黃飛鴻大鬧花燈（1956年），飾演：李子賢 - 黃飛鴻伏二虎（1956年），飾演：柳剛 - 虎將奪王妃（1956年） - 小白菜情困楊乃武（1956年） - 黃飛鴻鐵雞鬥蜈蚣（1956年），飾演：許大業 - 七重天（1956年） - 風火鬼頭刀（1957年） - 女俠紅蝴蝶（1957年） - 啼笑姻緣（1957年） - 璇宮艷史（上集）（1957年） - 富貴花開艷陽紅（1957年） - 天官賜福（1958年） - 濟公燒琵琶精（1958年） - 玉女驚魂（1958年） - 黃飛鴻大鬧鳳凰崗（1958年），飾演：村長 - 碧血劍（1958年） - 月宮寶盒（1958年） - 橫刀奪愛（1958年），飾演：法官 - 美人春夢（1958年） - 生死連枝（下集大結局）（1959年） - 琴姑（上集）（1959年），飾演：大夫 - 白髮魔女傳（上集）（1959年） - 風雨幽蘭（1959年） - 通心樹（1959年） - 人倫（1959年） - 浪子嬌妻（1959年） - 黃飛鴻戲棚伏虎（1959年），飾演：徐三叔 - 出嫁從夫（1959年） - 天倫情淚（1959年） - 七劍下天山（1959年） - 黃飛鴻義貫彩虹橋（1959年），飾演：陳元茂 - 猩猩王大鬧天宮（1959年） - 毒丈夫（1959年） - 雞鳴狗盜（1960年） - 荒山盜屍案（1960年） - 十兄弟怒海除魔（1960年） | - 書劍恩仇錄（大結局）（1960年） - 黃飛鴻擂台爭霸戰（1960年），飾演：徐三叔 - 孝感動天（上集）（1960年），飾演：大夫 - 猩猩王大戰黃飛鴻（1960年），飾演：縣官 - 秋風殘葉（1960年） - 毒手（1960年） - 冷月寒梅（大結局）（1960年） - 我要活下去（1960年） - 蜜月驚魂（1960年） - 人頭告御狀（上集）（1960年），飾演：西萊和尚 - 天山雙孤鬥屠龍（上集）（1960年） - 可憐天下父母心（1960年） - 鐵臂拳王（1960年） - 慈母心（1960年） - 考道（1960年） - 亡命救孤兒（1960年） - 冷月寒梅（下集）（1960年） - 白蛇女碎屍還孽債（上集）（1960年） - 江湖三女俠（上集）（1960年） - 慈母手中線（1961年），飾演：鄭秉良 - 小俠紅蝴蝶（下集）（1961年） - 天山龍鳳劍（下集）（1961年），飾演：甘父 - 兒女作冰人（1961年），飾演：楊誠伯 - 步步驚魂（1961年） - 彩菱艷（1961年） - 仙笛神龍(下集（1961年），飾演：紅雲祖師 - 殺人王大戢扭計深（1961年） - 天下第一劍（上集）（1961年），飾演：龍頭拐白眉長老 - 苗山白毛女（上集）（1961年），飾演：秦邦夫 - 金刀女俠棋掃鐵樑寺（1961年） - 血淚種情花（1961年），飾演：霜姑丈-李(中口)海 - 關東三女俠（1961年） - 小俠白金龍（1961年） - 糊塗金龜婿（1961年） - 鬱金香（1961年） - 數口之家（1961年） - 挖目保山河（1961年） - 女大不中留（1961年），飾演：容創業 - 玉女求凰（1961年） - 盧森探案（1961年） - 神童奪寶（1961年） - 黃飛鴻大破五虎陣（1961年），飾演：縣官 - 古墓追魂劍（1961年） - 紮腳小紅娘（1961年） - 崑崙七劍鬥五龍（1961年），飾演：無極劍凌空 - 天山龍鳳劍（上集）（1961年），飾演：甘父 - 歡喜夫妻（1961年） - 好女唔憂嫁（1961年） - 紅巾女俠（1961年） - 萬劫孤兒（1961年），飾演：魏絳 - 一劍九連環（1961年） - 雷克探案之血手凶刀（1961年） - 金刀奇俠（1961年） - 百鳥朝凰（1961年） - 苗山白毛女（下集）（1961年），飾演：秦邦夫 - 仙鶴神針（續集）（1961年） - 情天未老（1961年） - 山盟海誓（1961年） - 天下第一劍（下集）（1961年），飾演：龍頭拐白眉長老 - 小孤女（1961年） - 仙鶴神針（1961年），飾演：玄清道人 - 真假小俠紅蝴蝶（1962年） - 雙劍盟（上集）（1962年） - 黑海擒凶（1962年） - 雙劍神鞭俠（1962年） - 唐三藏取西經（1962年） - 蘇小小（1962年） - 離鄉情淚（1962年） - 殘月離魂（1962年） - 仙鶴神針新傳（上集）（1962年） - 門當戶對（1962年），飾演：賀客 - 似水流年（1962年） - 千方百計搶財神（1962年） - 滿江紅（1962年） - 胭脂賊（1962年） - 隱形女俠（1962年） - 心心相印（1962年） - 馬騮精出世（上集）（1962年） - 仙鶴神針（大結局）（1962年） - 岳飛出世（1962年） - 回魂夜（1962年） - 飄零孤鳳（1962年） - 乳燕驚魂（1962年） - 英雄掌上野荼薇（1962年） - 劍姑七友傳（1962年），飾演：李得標 - 雙劍盟（大結局）（1962年） - 難得有情郎（1962年） - 花花世界（1962年） - 嫂夫人（1962年） - 三劍鬥天魔（1962年） - 新夜光杯（1962年） - 患難真情（1962年） - 橫掃江南七霸天（1962年） - 神偷情賊（下集）（1962年） - 新姊妹花（1962年） - 吸血婦（1962年） - 午夜勾魂（1962年） - 峨嵋三劍俠（1962年） - 小偵探（1962年） - 夜深沉（1962年） - 富貴神仙（1962年） - 雙星淚（1962年） - 汽車兇殺案（1962年），飾演：王宗行 - 苦雨春風（1962年），飾演：陳父 - 劍姑七友奇遇記（1962年），飾演：李得標 - 春滿帝皇家（1962年），飾演：尚書 - 秋香怨（下集）（1962年） - 神偷情賊（上集）（1962年） - 白骨陰陽劍（上集）（1962年） - 天字間諜網（1963年） - 龍虎下江南（上集）（1963年） - 七劍震江湖（1963年） - 都市兩女性（1963年） - 火燒紅蓮寺（上集）（1963年） - 冷秋薇（上集）（1963年），飾演：法官 - 女人世界（1963年） - 含淚的玫瑰（1963年） - 劍俠金縷衣（上集）（1963年），飾演：長白老怪 - 斷腸花（1963年） - 一對好冤家（1963年） - 魔笊神鞭（1963年），飾演：仙翁 - 豪門怨（1963年），飾演：譚廳長 - 芬芳香艷喜迎春（1963年） - 奪魂旗（下集）（1963年），飾演：謝東陽 - 奪魂旗（上集）（1963年），飾演：謝東陽 - 雌雄雙劍俠（1963年） - 清宮劍影錄（上集）（1963年） - 清宮劍影錄（下集）（1963年） - 火燒紅蓮寺（下集）（1963年） - 鐵雁霜翎（上集）（1963年） - 骨肉恩情（1963年） - 雙雄震九洲（1963年） - 亂拜石榴裙（1963年），飾演：老隱士 - 秦淮世家（1963年） - 黑蜈蚣（1963年） - 冷秋薇（下集）（1963年） - 胡奎賣人頭（1963年），飾演：章宏 - 情之所鍾（1963年），飾演：賓客 - 千金之女（1963年） | - 鐵鴛鴦（1963年） - 八表雄風（1963年），飾演：白雲 - 刀劍緣（上集）（1963年） - 香港屋詹下（1964年） - 白骨離魂針（下集）（1964年），飾演：祝雲山 - 七寶金剛劍（1964年），飾演：崑崙高山子 - 七彩神火棒（1964年） - 神鶴金鷹（1964年） - 江湖七虎（1964年） - 蘭閨怨婦（1964年） - 武當飛鳳（上集）（1964年），飾演：魏如海 - 頭獎馬票（1964年） - 龍江三虎（下集）（1964年） - 霹靂薔薇（上集）（1964年） - 舊愛新歡（1964年），飾演：文父 - 一味靠滾（1964年），飾演：老太爺 - 乖孫（1964年） - 假妻（1964年） - 如來神掌（三集）（1964年） - 滿堂吉慶（1964年） - 騎樓底新娘（1964年），飾演：二叔 - 南北英雄兒女情（1964年） - 三個正宮救太子（上集）（1964年），飾演：野鶴真人 - 白骨離魂針（上集）（1964年），飾演：祝雲山 - 洛陽奇俠傳（1964年） - 老婆萬歲（1964年），飾演：何經理 - 荒唐四怪俠下集大結局（1964年），飾演：神釣老怪 - 武當飛鳳（下集）（1964年），飾演：魏如海 - 三個正宮救太子（下集）（1964年），飾演：野鶴真人 - 霹靂金較剪（下集）（1964年） - 孫悟空七打九尾狐（1964年） - 七煞掌（1964年） - 一味靠滾（1964年），飾演：老太爺 - 如來神掌怒碎萬劍門（1965年） - 一帆風順（1965年）... 鄭富誠 - 刀劍雙蘭（1965年） - 三姑嫂（下集）（1965年） - 苦鳳還巢（1965年），飾演：三叔 - 鐵金剛狗場追兇（1965年），飾演：黃金僑 - 玉女英魂（下集）（1965年） - 結髮情（1965年）... 醫生 - 聖劍風雲（下集）（1965年） - 盲俠穿心劍（下集）（1965年），飾演：沈老伯 - 特務101（1965年） - 行正烏龍運（1965年），飾演：張艷文 - 孫悟空七鬥八大仙（1965年），飾演：玉皇大帝 - 黑玫瑰（1965年） - 女生外向（1965年） - 神劍魔簫（下集）（1965年） - 玉女英魂（上集）（1965年） - 撈世界要醒目（1965年），飾演：法官 - 三姑嫂（上集）（1965年） - 紫電神風劍（1965年），飾演：鐵面道人 - 真假情人（1965年） - 一滴俠義血（下集）（1965年） - 天火爐（1965年） - 鐵劍朱痕（上集）（1965年） - 聖劍風雲（上集）（1965年） - 恩義難忘（1965年） - 荒江三女俠（1965年） - 萍嫂（上集）（1965年） - 天堂、地獄、水晶宮（1965年），飾演：太白金星 - 六指琴魔（大結局）（1965年），飾演：武當派掌門 - 飄零雁（1965年） - 碧落紅塵（大結局）（1966年），飾演：談龍容 - 播音王子（1966年） - 姑娘十八一朵花（1966年） - 雙鳳旗（上集）（1966年） - 兩湖十八鏢（下集）（1966年），飾演：林俊 - 情人的眼淚（1966年），飾演：校長 - 發財鑽石寶（1966年） - 龍虎榜（上集）（1966年） - 碧落紅塵（下集）（1966年） - 冷月離魂（1966年） - 情賊黑牡丹（1966年） - 親上加親（1966年） - 歷劫紅顏（1966年） - 碧落紅塵（上集）（1966年） - 勇特務犬戰神秘黨（1966年） - 毒天使（1966年） - 火龍神珠（1966年），飾演：朱溫 - 劫火紅蓮（上集）（1966年） - 兩湖十八鏢（上集）（1966年），飾演：林俊 - 龍虎榜（下集）（1966年） - 玉女親情（1967年） - 飛哥跌落坑渠（1967年） - 飛賊紅玫瑰（1967年） - 七彩封神榜（1967年），飾演：乙太真人 - 教子殺父皇（1967年） - 貓眼女郎（1967年） - 七公主（上集）（1967年），飾演：一陽子 - 一見痴情（1967年），飾演：方志遠 - 蓬門淑女（1967年） - 莫負青春（1967年） - 月向那方圓（1967年） - 情花朵朵開（1967年） - 玉女相思（1967年） - 鑽石大劫案（1967年），飾演：專家 - 英雄本色（1967年） - 金色聖誕夜（1967年） - 無敵女殺手（1967年） - 如來神掌劈魔平九派（1968年） - 窗（1968年）... 陸一鳴 - 萬紫千紅（1968年） - 歡樂滿華堂（1968年） - 哪宅鬧東海（1968年） - 鐵血火龍令（1968年），飾演：癲俠朱溫 - 鎖著的新娘（1968年），飾演：牧師 - 紅鸞星動（1968年） - 小五義大破銅網陣（1968年） - 多情妙賊（1968年） - 矇查查發達（1968年） - 賊千金（1968年） - 奪魄幽靈（1968年） - 黃飛鴻醉打八金剛（1968年），飾演：百忍大師 - 毒龍刀（1968年） - 橫衝直撞入情關（1968年），飾演：胡翁 - 浪子佳人（1968年），飾演：凱神父 - 初歸新抱（1968年） - 峨嵋霸刀（1969年） - 雙鎗沙膽標（1969年） - 威風大少惡千金（1969年），飾演：孔庭棟 - 相思河畔（1969年） - 蔓莉蔓莉我愛你（1969年） - 歡樂砍聲滿華堂（1969年） - 小武士（1969年） - 鐵髮紅姑（1969年） - 殺氣嚴霜（1969年），飾演：徐大鵬 - 飛女正傳（1969年） - 獨眼俠獨闖江湖（1969年） - 一劍香（1969年） - 獨掌震龍門（1970年），飾演：華山神醫 - 金衣大俠（1970年） - 那個不多情（1970年） - 血酒天牢（1971年） - 追擊（1971年） - 大軍閥（1972年） - 大內高手（1972年） - 土匪（1973年） |

## 電視劇（麗的映聲）
| - 家春秋（1970年） |

## 外部連結
- 香港電影資料館：楊業宏參演電影的記錄[永久]
- 香港影庫：楊業宏 （页面存档备份，存于）
- 楊業宏扮演失意潦倒乞丐的片段 （页面存档备份，存于）
- 禿頭的楊業宏扮演長者的片段